# Niederwichtrach
Niederwichtrach est une ancienne commune suisse du canton de Berne. C'était une commune à part entière avant sa fusion avec l'ancienne commune d'Oberwichtrach en 2004 pour former la nouvelle commune de Wichtrach.

## Localisation
La localité de Niederwichtrach se situe au nord de la localité d'Oberwichtrach, dans le sud-ouest du district de Konolfingen, dans le sud-est de l'arrondissement administratif de Berne-Mittelland et au centre du canton de Berne, au centre-ouest de la Suisse en Suisse alémanique.
Elle se situe en distances orthodromiques à environ 810 mètres d'Oberwichtrach, l'autre localité de la nouvelle commune de Wichtrach ; à environ 4,8 kilomètres de Konolfingen, le chef-lieu du district du même nom ; à environ 13,8 kilomètres d'Ostermundigen, le chef-lieu de l'arrondissement administratif ; à environ 14,7 kilomètres de Berne, le chef-lieu du canton homonyme et la capitale de facto de la Suisse. Elle se situe à environ 12,5 kilomètres du lac de Thoune.
Niederwichtrach se situe sur la rive droite de l'Aar, qui se jette dans le lac de la Thoune.

## Démographie
De 361 habitants en 1764, la commune passe à une population de 1322 à l'an 2000, quelques années avant la fusion.